# Argiusta-Moriccio
Argiusta-Moriccio är en kommun i departementet Corse-du-Sud på ön Korsika i Frankrike. Kommunen ligger  i kantonen Petreto-Bicchisano som tillhör arrondissementet Sartène. År 2022 hade Argiusta-Moriccio 75 invånare.

## Befolkningsutveckling
Antalet invånare i kommunen Argiusta-Moriccio
Referens:INSEE